# Cathédrale Sainte-Anne de Debrecen
Pour les articles homonymes, voir Cathédrale Sainte-Anne.
 (décembre 2023).
La cathédrale Sainte-Anne (en hongrois : debreceni Szent Anna-székesegyház) est une cathédrale catholique située à Debrecen. Elle est le siège du diocèse de Debrecen-Nyíregyháza dans l'est de la Hongrie, partageant au sein du diocèse le rang de cathédrale avec la cocathédrale Notre-Dame-des-Hongrois de Nyíregyháza.